# Saison 15 de New York, police judiciaire
Chronologie
Saison 14 Saison 16
La quinzième saison de New York, police judiciaire, série télévisée américaine, est constituée de vingt-quatre épisodes, diffusée du 22 septembre 2004 au 18 mai 2005 sur NBC.

## Distribution

### Acteurs principaux
- Dennis Farina : détective Joe Fontana
- Jesse L. Martin : détective Ed Green (épisodes 1 à 20)
- Michael Imperioli : détective Nick Falco (épisodes 21 à 24)
- S. Epatha Merkerson : lieutenant Anita Van Buren
- Sam Waterston : premier substitut du procureur Jack McCoy
- Elisabeth Röhm : substitut du procureur Serena Southerlyn (épisodes 1 à 13)
- Annie Parisse : substitut du procureur Alexandra Borgia (épisodes 13 à 24)
- Fred Thompson : procureur Arthur Branch

## Épisodes

### Épisode 1:Une femme en colère
- États-Unis : 22 septembre 2004 sur NBC

### Épisode 2:Ma meilleure ennemie
- États-Unis : 22 septembre 2004 sur NBC

### Épisode 3:Liberté écourtée
- États-Unis : 29 septembre 2004 sur NBC

### Épisode 4:Le Prix à payer
- États-Unis : 6 octobre 2004 sur NBC

### Épisode 5:Jeux d'armes
- États-Unis : 20 octobre 2004 sur NBC

### Épisode 6:Belle à en mourir
- États-Unis : 27 octobre 2004 sur NBC

### Épisode 7:Au-dessus des lois
- États-Unis : 10 novembre 2004 sur NBC

### Épisode 8:Une langue trop pendue
- États-Unis : 17 novembre 2004 sur NBC

### Épisode 9:Tradition oblige
- États-Unis : 24 novembre 2004 sur NBC

### Épisode 10:Pacte avec le Diable
- États-Unis : 1er décembre 2004 sur NBC

### Épisode 11:Au-delà de l'acceptable
- États-Unis : 8 décembre 2004 sur NBC

### Épisode 12:Qui a tué Emerson?
- États-Unis : 5 janvier 2005 sur NBC

### Épisode 13:L’Éternel refrain
- États-Unis : 12 janvier 2005 sur NBC

### Épisode 14:Sans avis médical
- États-Unis : 19 janvier 2005 sur NBC

### Épisode 15:Derrière tout homme
- États-Unis : 9 février 2005 sur NBC

### Épisode 16:Le Sixième homme
- États-Unis : 16 février 2005 sur NBC

### Épisode 17:Permis de tuer
- États-Unis : 23 février 2005 sur NBC

### Épisode 18:La Vengeance est un plat...
- États-Unis : 2 mars 2005 sur NBC

### Épisode 19:Emprise mortelle
- États-Unis : 30 mars 2005 sur NBC

### Épisode 20:Faux-semblants
- États-Unis : 13 avril 2005 sur NBC

### Épisode 21:Censurée
- États-Unis : 20 avril 2005 sur NBC

### Épisode 22:Le Sport des rois
- États-Unis : 4 mai 2005 sur NBC

### Épisode 23:Tu ne tueras point
- États-Unis : 11 mai 2005 sur NBC

### Épisode 24:Faute de parcours
- États-Unis : 18 mai 2005 sur NBC